# Světogorsk
Světogorsk (rusky Светогорск, finsky Enso) je město na severozápadě Ruska v Leningradské oblasti. Leží na severu Karelské šíje, na řece Vuokse, 210 km severozápadně od Petrohradu a se nachází přímo na hranici s Finskem naproti finskému městu Imatra. Žije v něm asi 15 000 lidí. Před Zimní a Pokračovací válkou bylo součástí Finska.